# 布朗利河岸博物館
國家凱布朗利博物館（法語：Musée du quai Branly）是一個位於法國巴黎布朗利河岸（Quai Branly）的博物館，展示超過 100 萬件來自非洲、亞洲、大洋洲和美洲具有特色的藝術品和文物，部分精選物品也陳列在羅浮宮的長期展廳(pavillon des Sessions)展示。
該博物館於2006 年開放，是巴黎最新的主要博物館，靠近艾菲爾鐵塔。最近的巴黎地鐵和RER車站則是阿爾瑪-瑪索站和阿爾瑪橋站。博物館則是以物理學家愛德華·布朗利的姓來命名。

## 歷史
自 20 世紀上半葉以來，包括安德烈·馬爾羅、安德烈·布勒東和克勞德·李維史陀在內的許多法國知識分子和科學家，呼籲在巴黎建立一個專門展示世界各地原住民的藝術文化的重要博物館，隨著國際化的和原住民文化開始受到重視的趨勢，1990 年，民族學家和藝術收藏家雅克·克恰什( Jacques Kerchache)在《解放報》(Libération) 的宣言提出了一座陳列全新博物館的建議，開始倡議全面保存、典藏及推廣非洲、亞洲、美洲及大洋洲的原創藝術文物，稱它們為“生而自由平等的傑作”。該宣言由三百位藝術家、作家、哲學家、人類學家和藝術史學家共同簽署。引起了當時的巴黎市長賈克·席哈克的注意，當席哈克於 1995 年當選法國總統後，在克恰什的協助下，於次年宣布將在巴黎創建全新的博物館，並結合兩個博物館不同的藏品：
- 原非洲及大洋洲博物館（Musée national des Arts d'Afrique et d'Océanie）的: 該設施最初是為 1931 年的巴黎殖民博覽會成立，後在1961成為專門展示法國海外屬地文化的博物館。
- 人類博物館（Musée de l'Homme）民族學部門的250,000 件藏品，該部門最初是為1937年巴黎博覽會而創建。

這兩個博物館和收藏品的目的和方法大不相同，非洲及大洋洲博物館由藝術史學家和保護者管理，而人類博物館由民族學家和人類學家管理，由於這種劃分，國家凱布朗利博物館被置於兩個不同的部門之下；負責民族學和研究的法國教育部；以及負責監督藝術的法國文化部。

新博物館的第一次展示於羅浮宮1,400平方公尺的長期展廳（Pavillon des Sessions）展開，並在2000年對外開放。1998 年 7 月 29 日，博物館選定在巴黎第七區，距離艾菲爾鐵塔不遠的塞納河畔建造，場地25,000 平方公尺，1998年12月，博物館正式成立，席哈克總統原本打算將此土地其用於建設宏大的國際會議中心項目，但由於遭到附近居民的強烈反對而被放棄。1999年初，在新博物館設計的國際競賽中，最終評審團選定了法國建築師尚·努维尔的提案作為設計，在其設計中，努维尔為了創造“一個能夠公平對待無限文化多樣性的場所”，在室內的畫廊空間中不增加過多的障礙物和欄杆，將建築從西方制式建築中解放出來，考量到附近居民的顧慮。將新博物館的設計盡可能地遠離住宅區能觀望的視線。因此博物館主樓被設計得比周圍的建築低，並且在很大程度上被周遭的花園遮住了視線。主樓的形狀遵循塞納河，其他三座行政大樓的建造與則與周遭奧斯曼時期興建的建築相協調。
新博物館的建設始於 2001 年初，並於 2005 年竣工。最終國家凱布朗利博物館於 2006 年 6 月 20 日落成，並於 6 月 23 日向公眾開放參觀。.

Musée du Quai Branly

## 藏品
國家凱布朗利博物館現在收藏了已關閉的原非洲及大洋洲博物館及人類博物館民族學部門的藏品，永久收藏品共有300,000 件、700,000 張照片、320,000 份文件、10,000 件樂器和 25,000 件紡織品或服裝。主要收藏區約展示約3500件物品，每年替換500件。館內還有大洋洲的面具和塔帕布、亞洲的服飾、非洲的樂器和紡織品等主題展品。 

### 非洲收藏

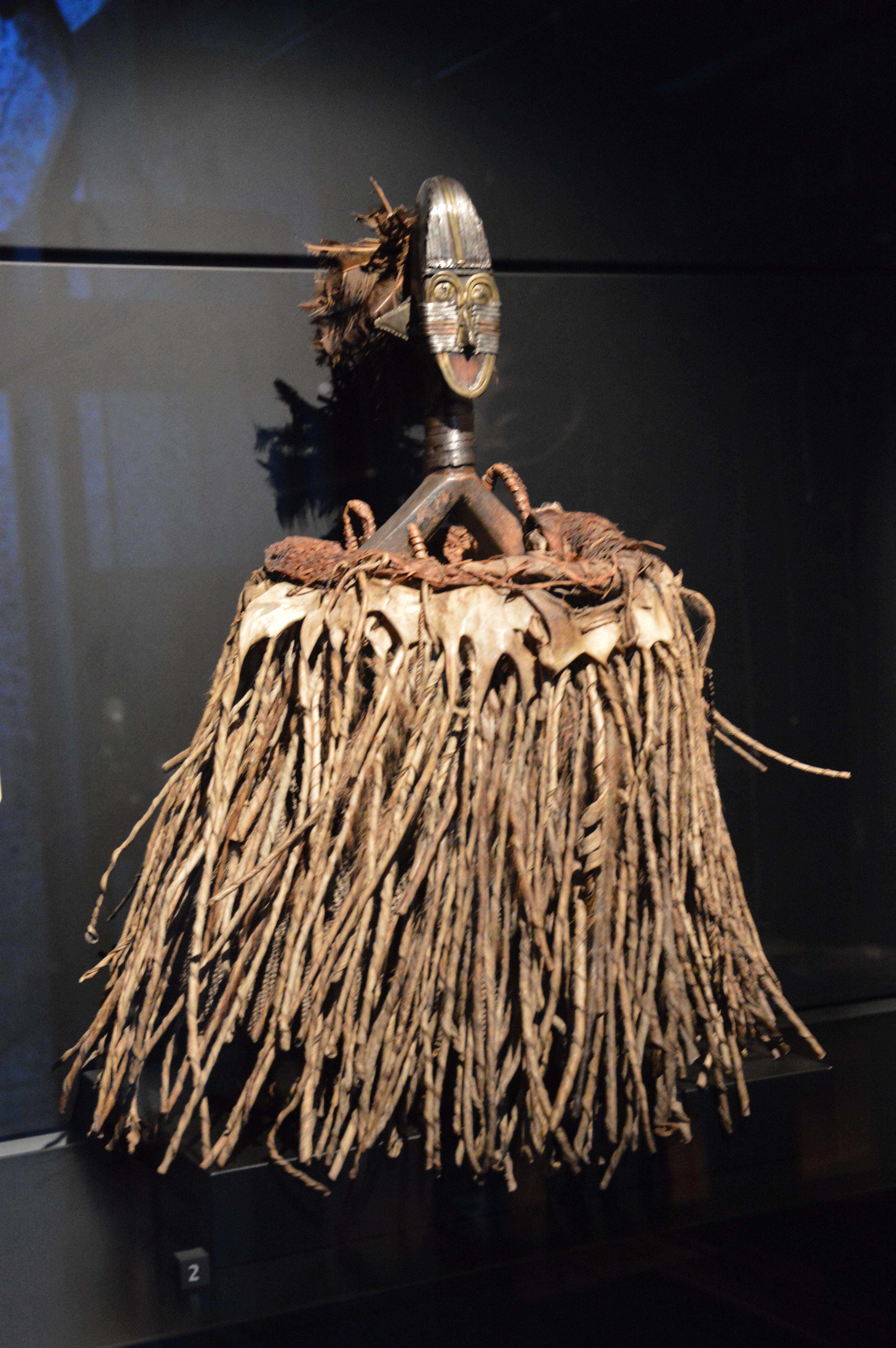
加彭桑戈人的聖物箱（19 世紀）
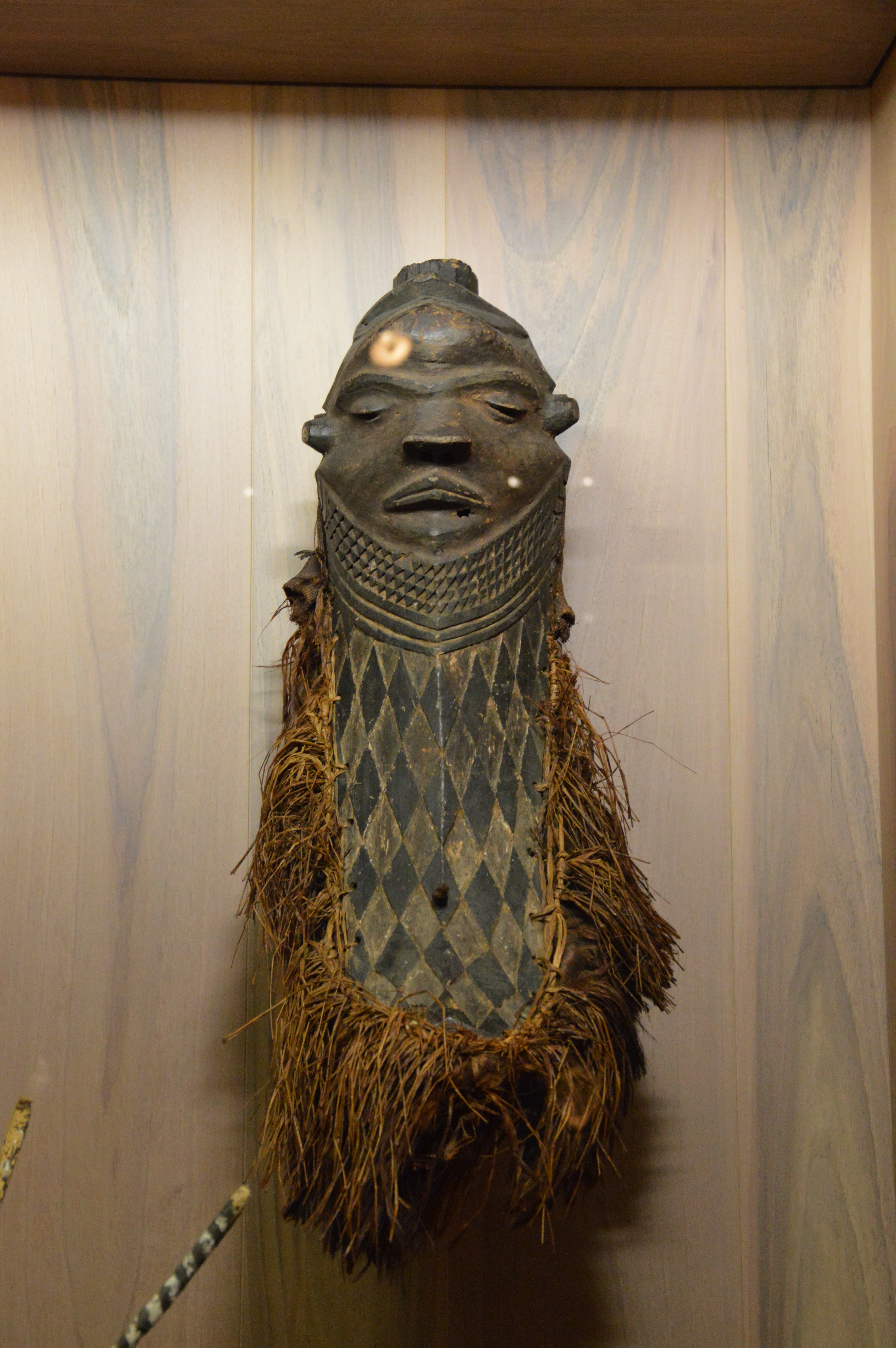
來自剛果彭德人的面具（20 世紀）
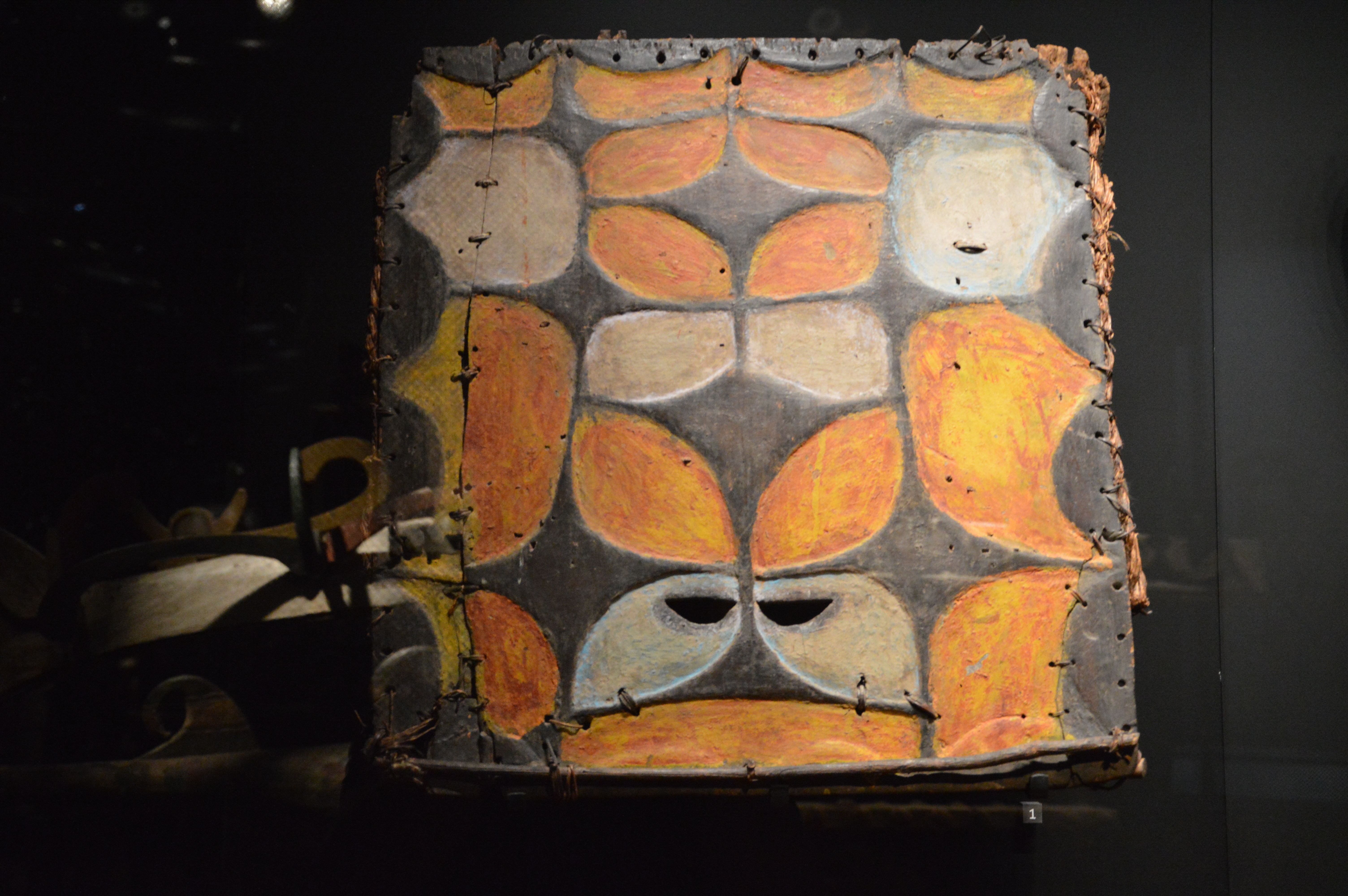
Eket人的面具，尼日利亞，（20 世紀）
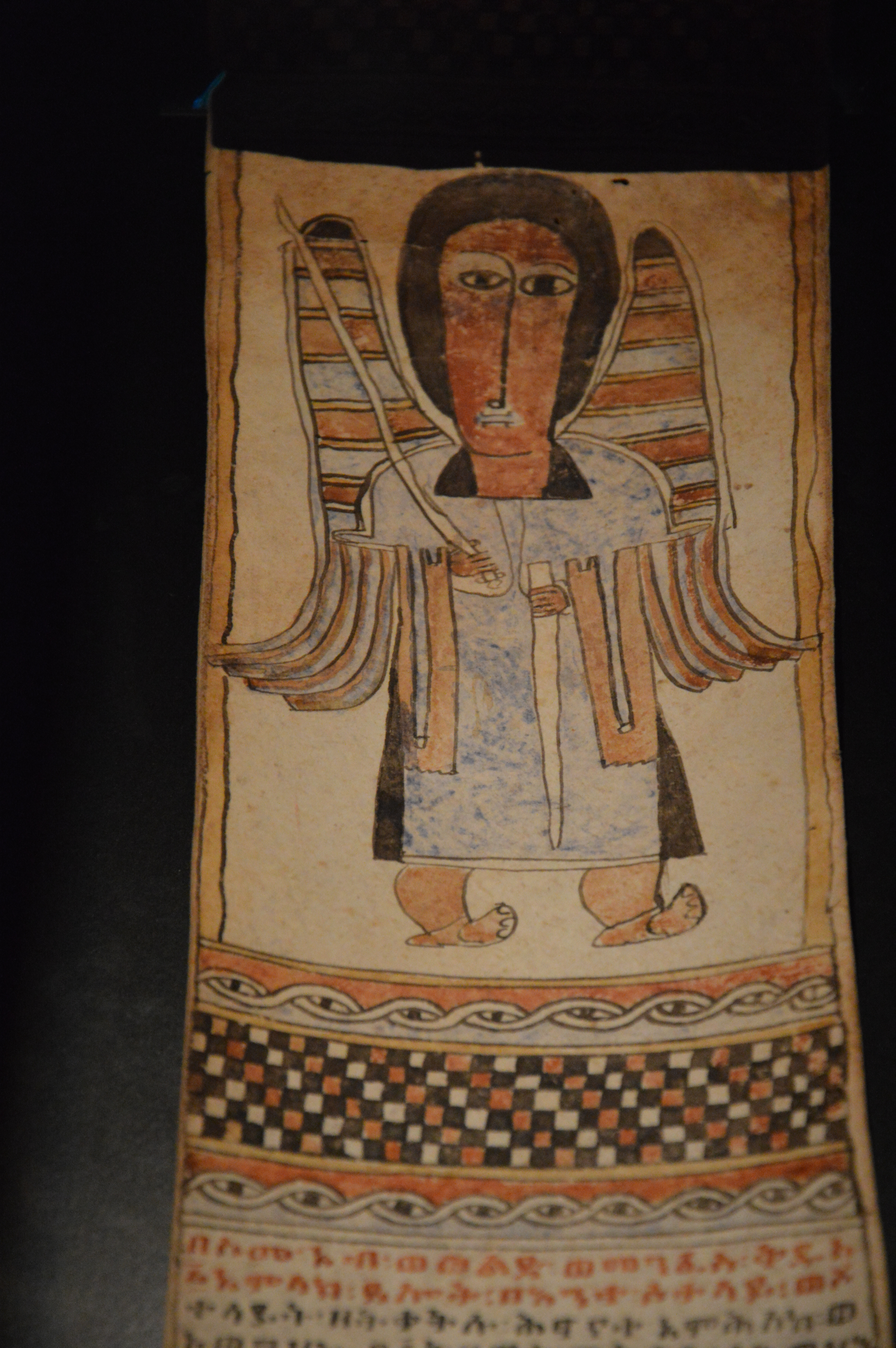
衣索比亞的守護天使（19 世紀）

### 亞洲收藏

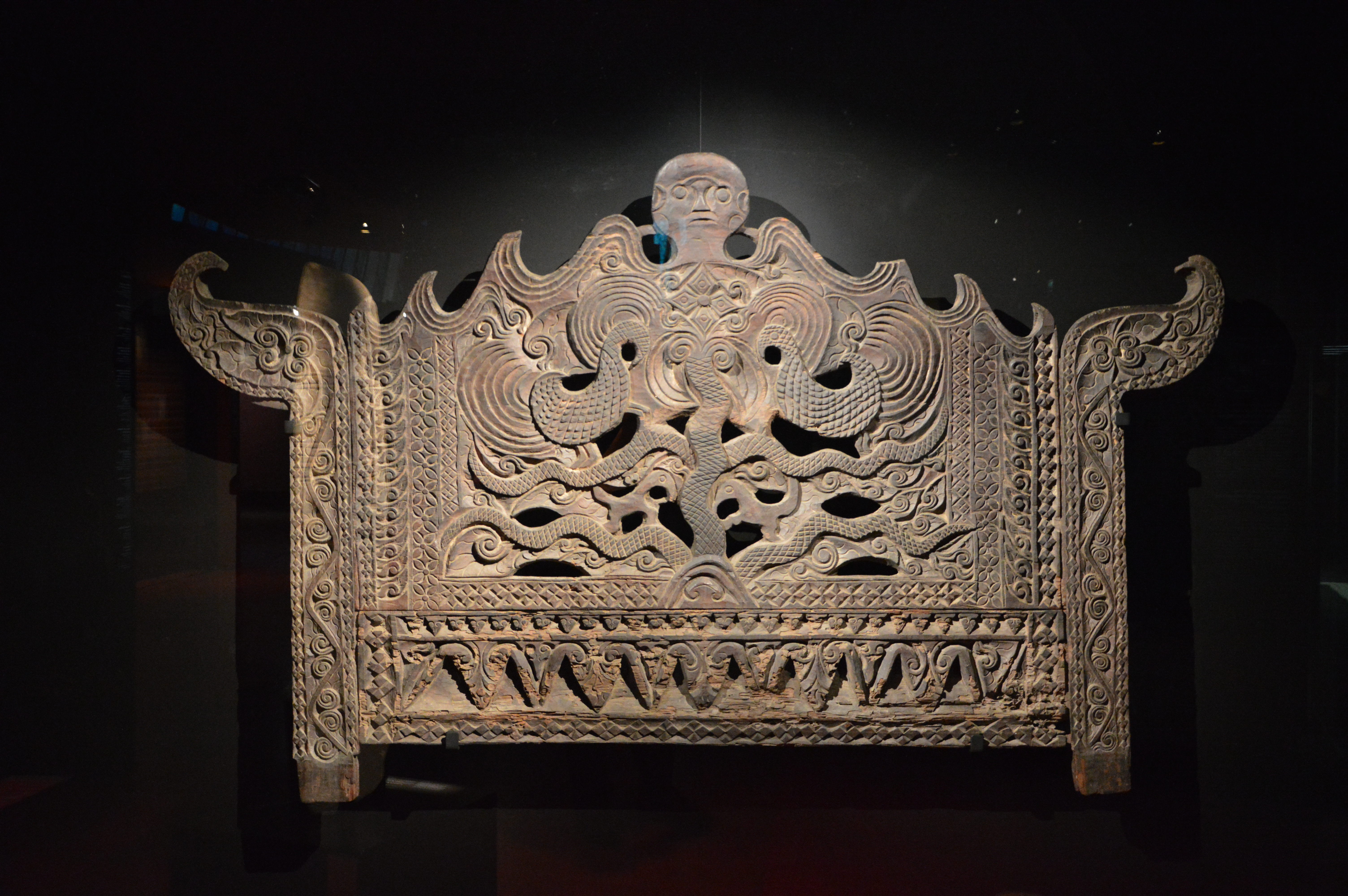
來自印度尼西亞蘇門答臘島的阿邦人榮譽席（19 世紀）
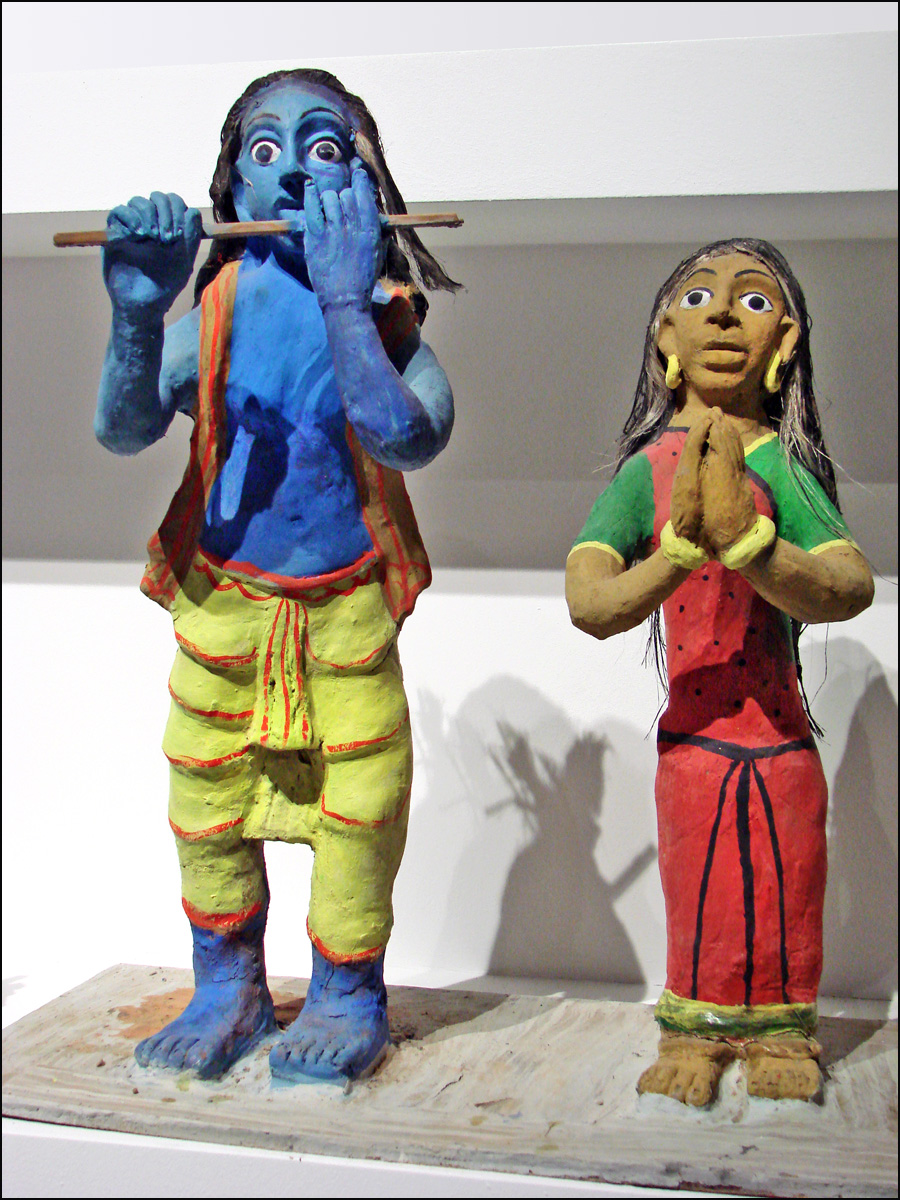
來自印度恰蒂斯加爾邦的小雕像（20 世紀）
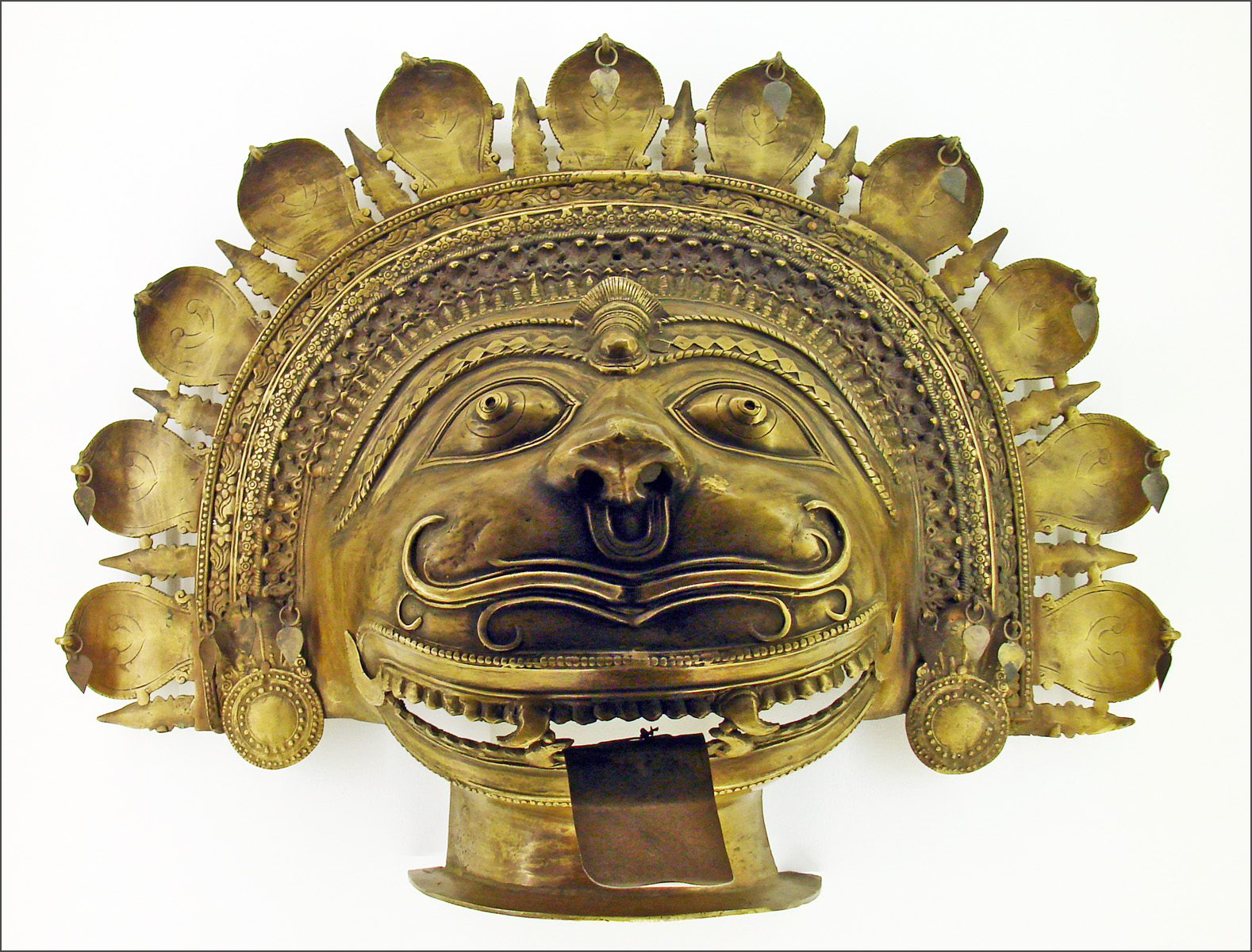
印度 的儀式面具（20 世紀）
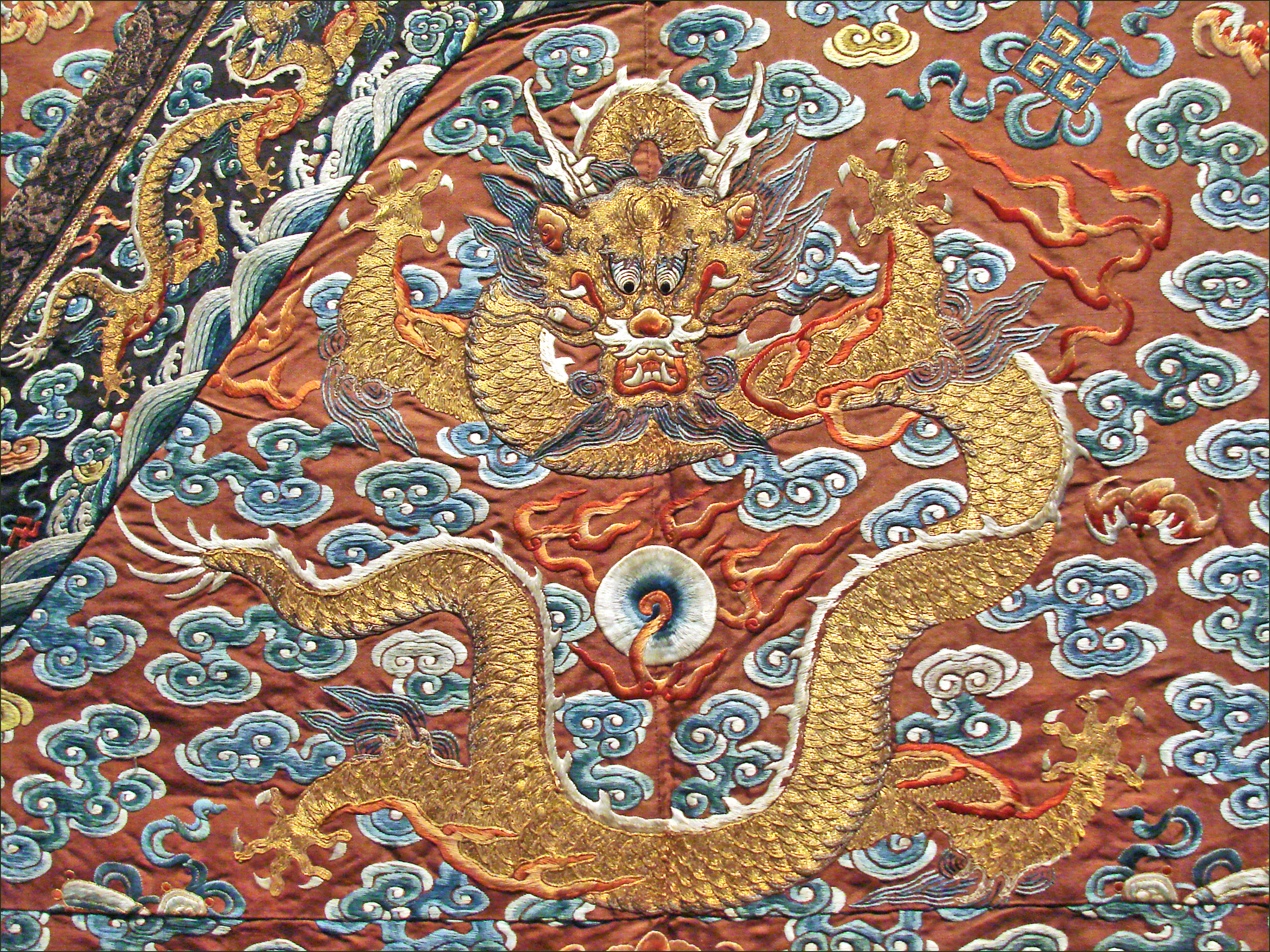
顯貴長袍，中國（19 世紀）

### 美洲收藏

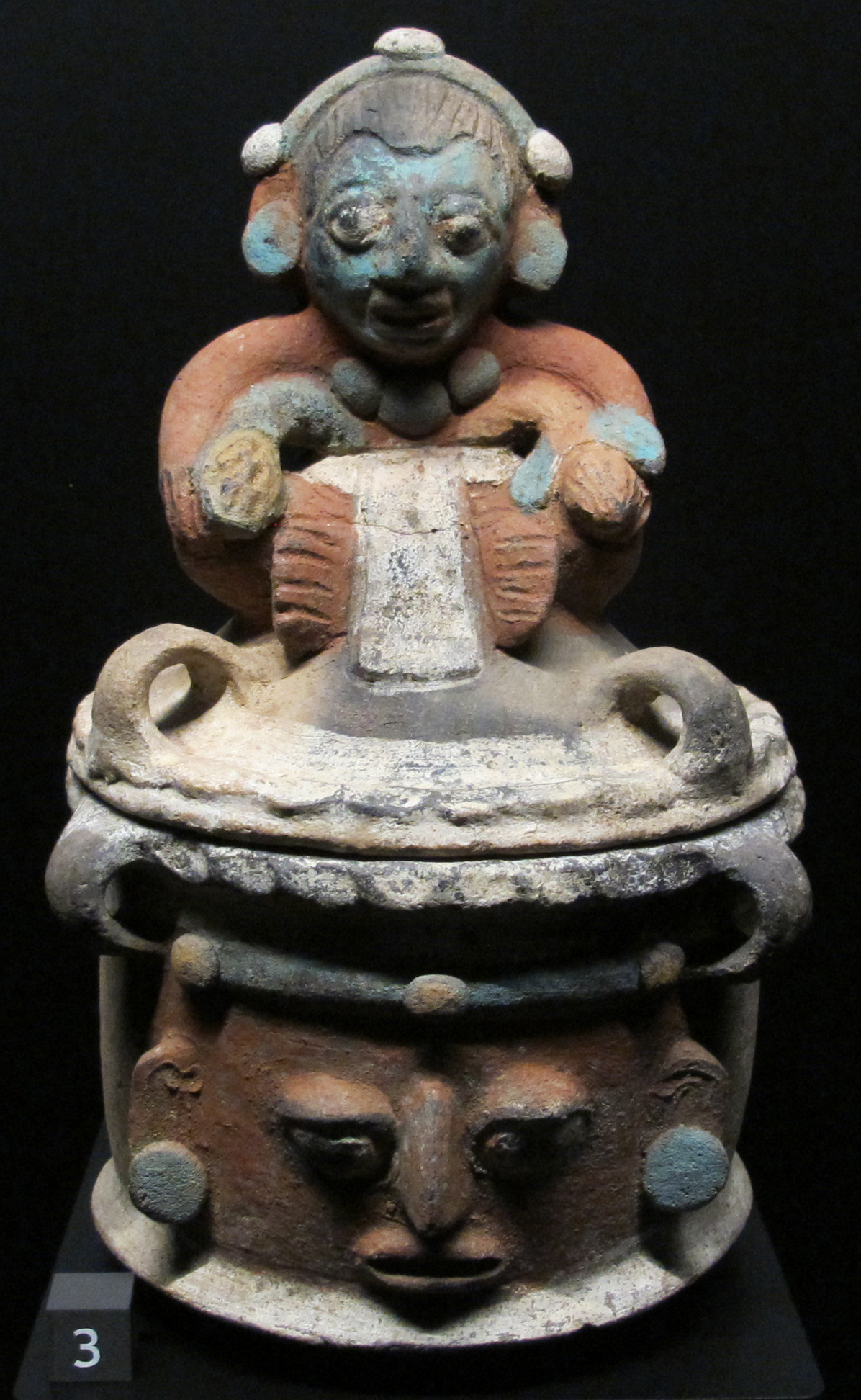
來自瓜地馬拉的瑪雅容器，公元 600-800 年
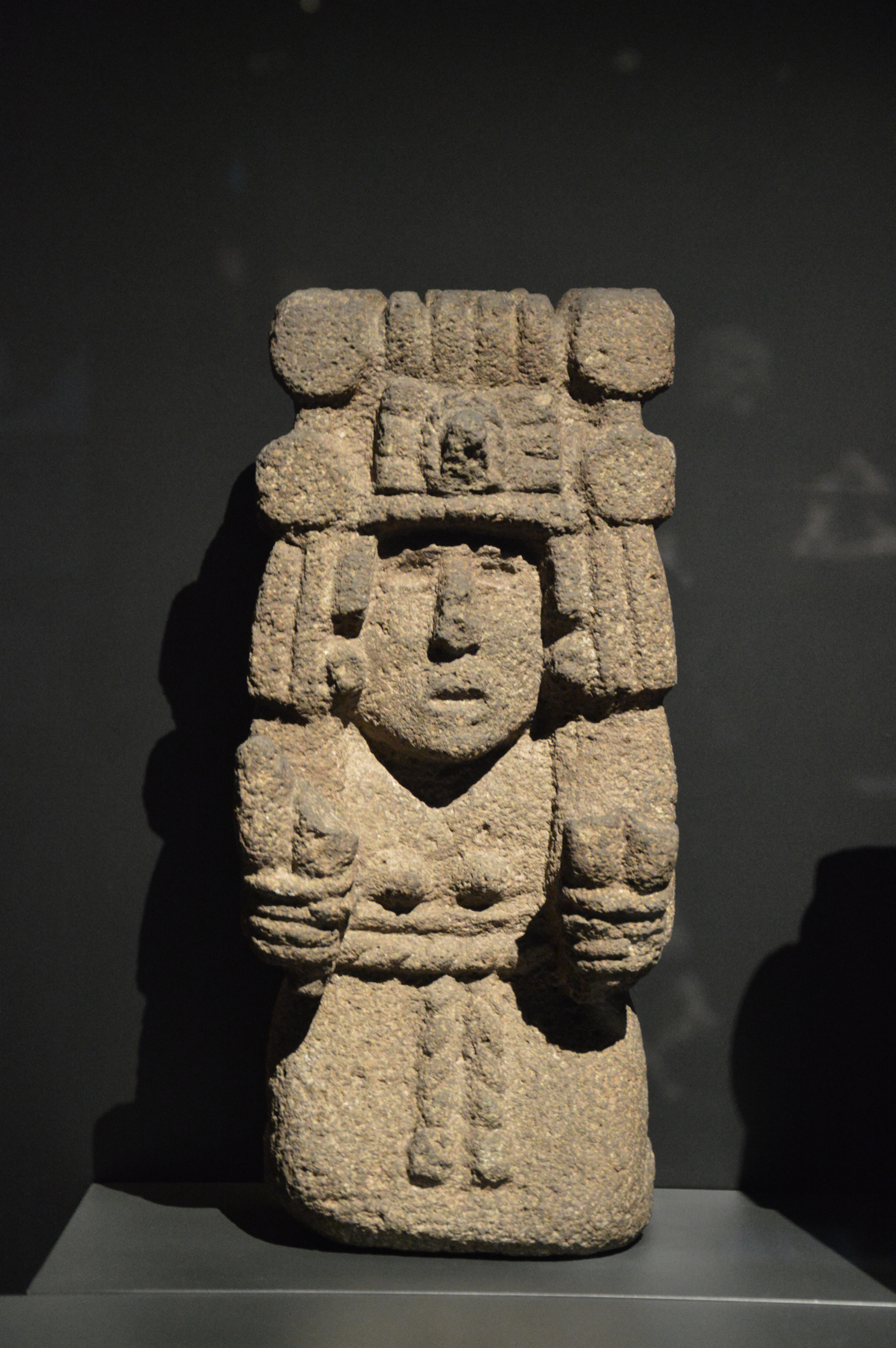
阿茲特克農業女神奇科梅科阿特爾（Chicomecoatl）的形象
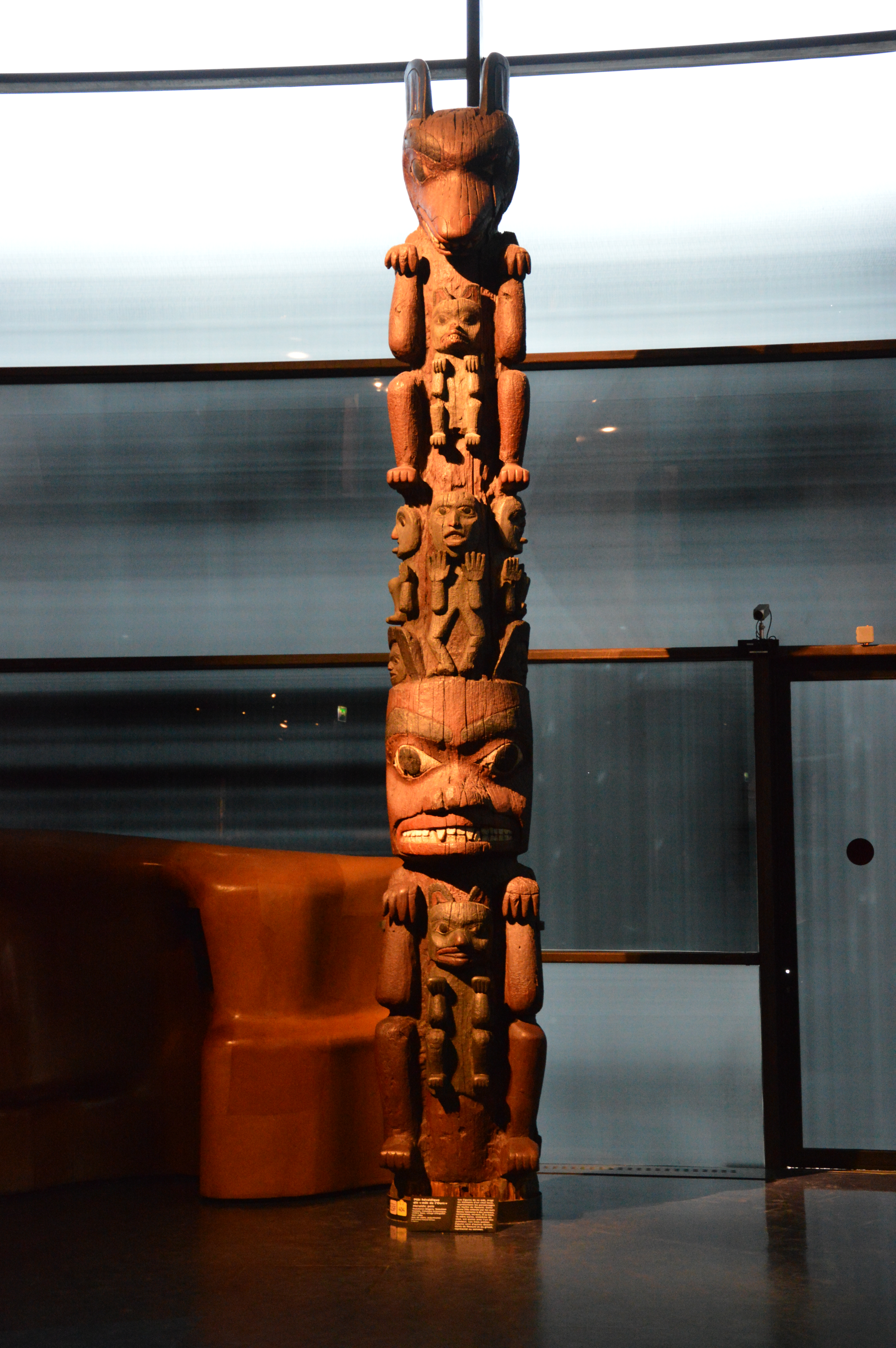
來自不列顛哥倫比亞省加拿大 的紋章桅杆或圖騰柱（1890年）
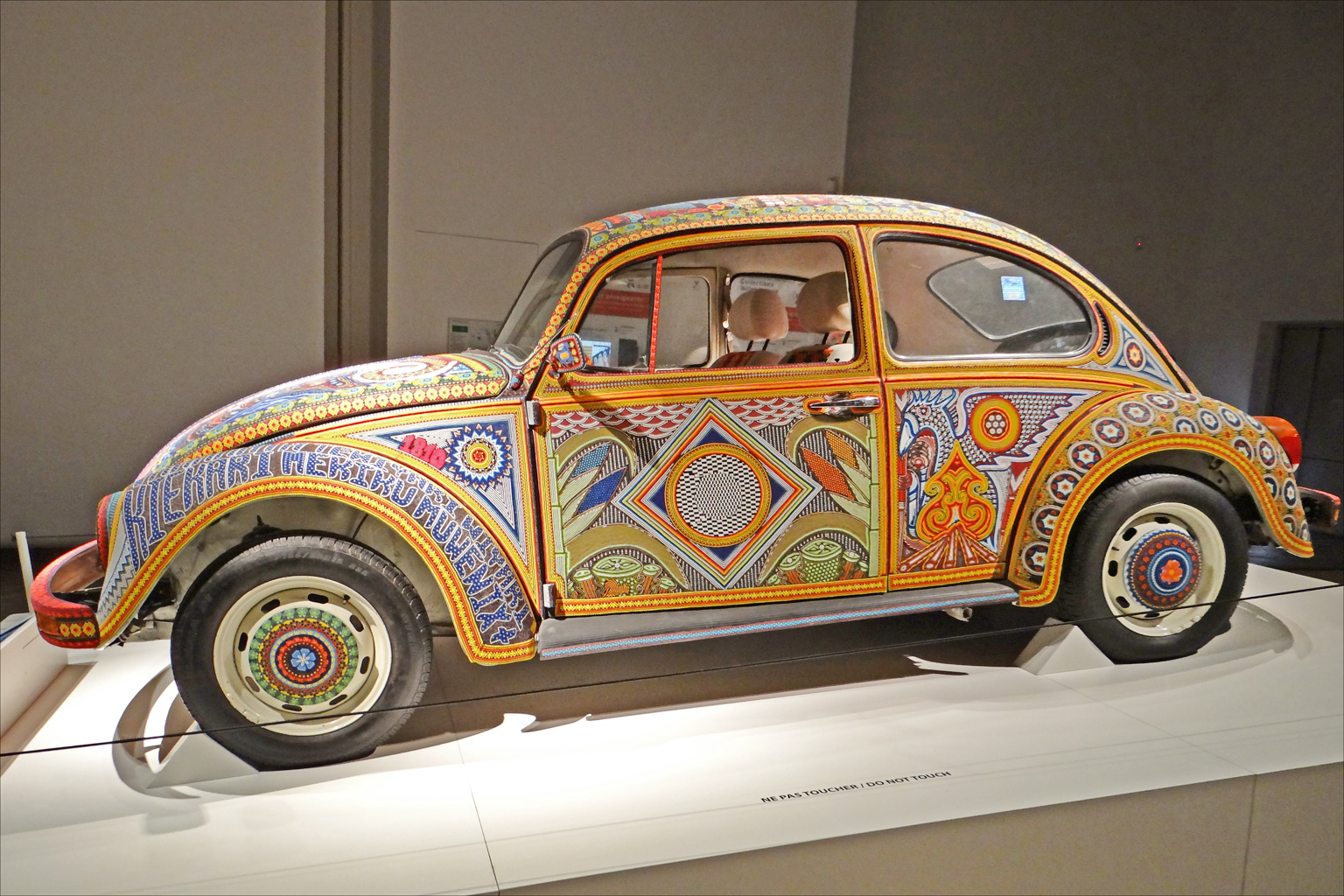
來自墨西哥的裝飾汽車（20 世紀）

### 大洋洲收藏

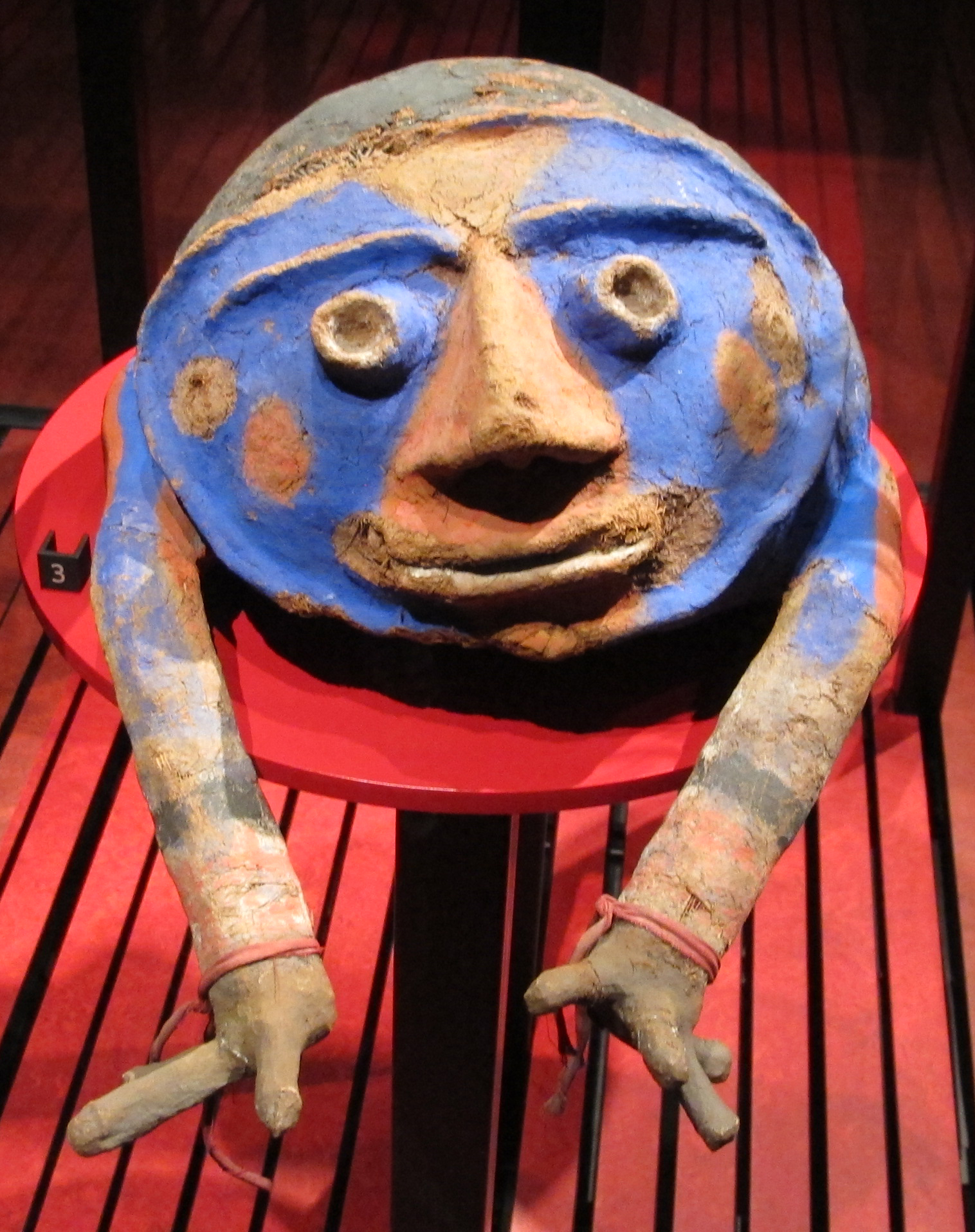
來自馬勒庫拉島南部的萬那杜面具。 （20世紀）
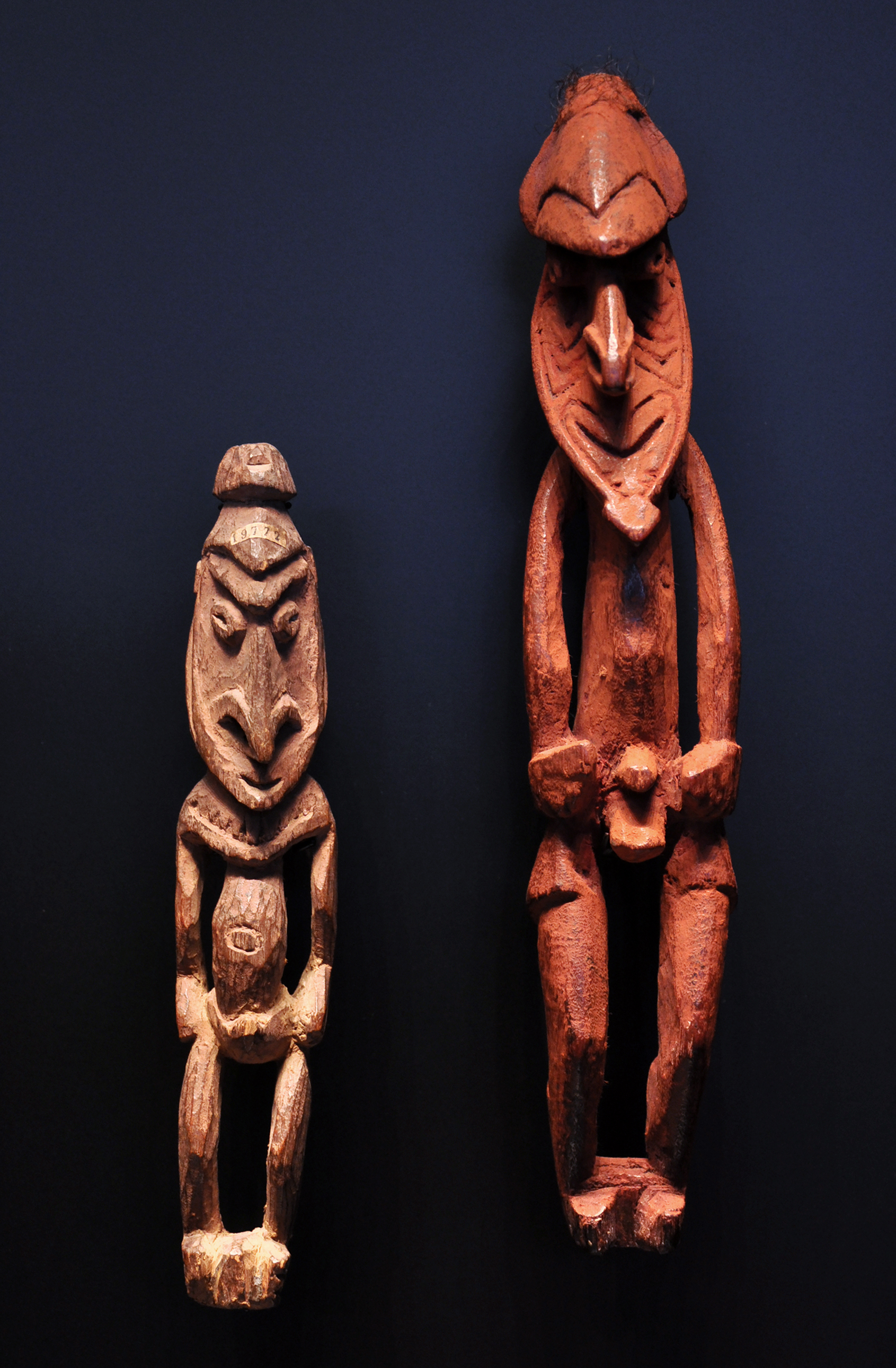
來自巴布亞新幾內亞的木雕雕像（20 世紀）
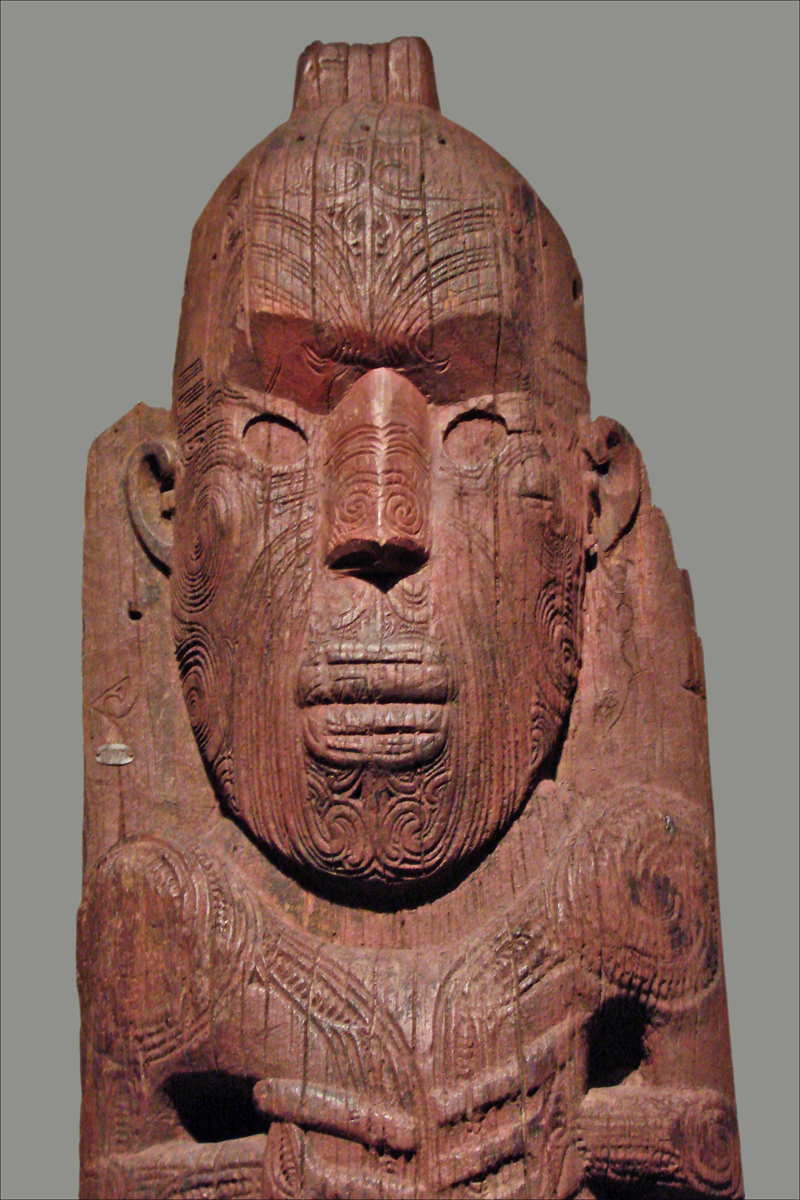
紐西蘭的毛利人雕塑   (1850年)
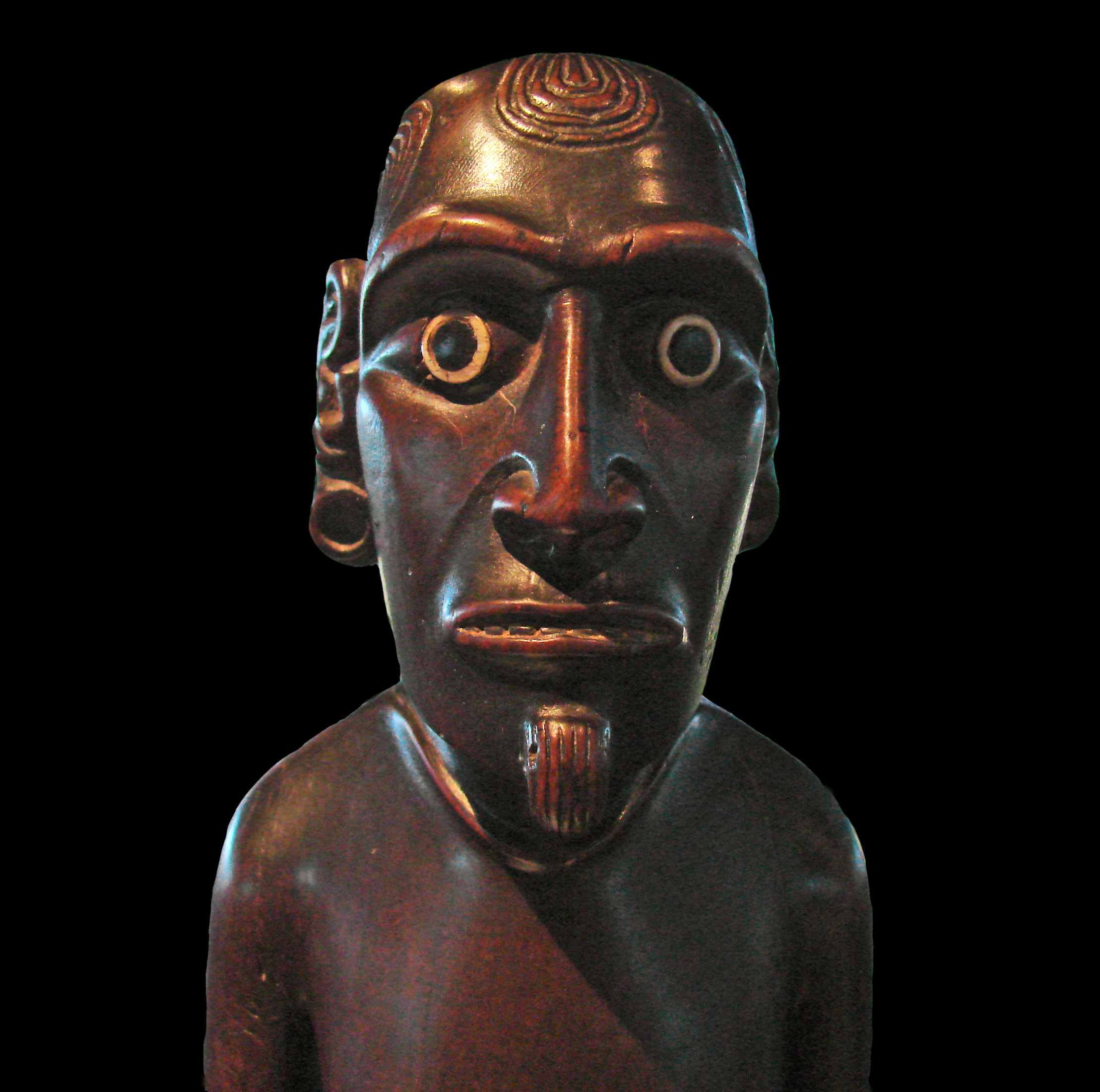
玻里尼西亞的雕像(1760-1860).

## 外部連結
- Musée du quai Branly (site in French, English and Spanish)
  - Gradhiva, journal published by the Musée du quai Branly
- The Musée du Quai Branly - architect: Jean Nouvel - a case study on Constructalia （页面存档备份，存于）
- London Review of Books article （页面存档备份，存于）
- International Herald Tribune article
- "Narratives of Colonisation: the Musée du Quai Branly in context", in reCollections （页面存档备份，存于）, Journal of the National Museum of Australia, vol.2, n°2, September 2007

48°51′39″N 2°17′51″E / 48.8608°N 2.2975°E